# Yamil Montaño
Montaño  Villaroel est un nom espagnol. Le premier nom de famille, en général paternel, est Montaño ; le second, en général maternel, souvent omis, est Villaroel.
Yamil Carlos Montaño Villaroel, né le 28 octobre 1981, est un coureur cycliste bolivien.

## Palmarès
- 2005
  - 2e du championnat de Bolivie sur route
- 2006
  -  Champion de Bolivie sur route
  - 4e étape du Doble Sucre Potosi GP Cemento Fancesa
  - 6ea étape du Doble Copacabana Grand Prix Fides
  - 2e du championnat de Bolivie du contre-la-montre
- 2007
  - 2e du championnat de Bolivie du contre-la-montre
- 2008
  - 8eb étape du Tour de Bolivie
- 2011
  - 4e étape du Tour de Bolivie

## Classements mondiaux
| Année            | 2005 | 2006 | 2007 | 2008 | 2009 | 2010 | 2011 | 2012 |
| ---------------- | ---- | ---- | ---- | ---- | ---- | ---- | ---- | ---- |
| UCI America Tour | 104e | 132e | 122e | 312e | 247e |      |      | 269e |